# Teodora di Sihla
Teodora di Sihla o Teodora la Pia (Teodora de la Sihla; Vânători-Neamț, 1650 circa – XVII secolo) è stata una religiosa rumena commemorata come santa dalla Chiesa ortodossa rumena.

## Biografia
Nata durante il regno di Vasile Lupu, era la figlia del capo armaiolo della cittadella di Neamț, il boiardo Ștefan Joldea. Durante la sua giovinezza, fu data in sposa contro la sua volontà. Essendo senza figli, sia lei che suo marito decisero di abbracciare il monachesimo, ritirandosi lui nel monastero di Poiana Mărului sotto il nome di Elfterie, e lei a Vărzărești.
Le invasioni straniere la spinsero a ritirarsi sui monti Buzău (si dice sia passata anche per l'eremo boschivo di Fundătura), dove visse per quasi un decennio (il suo nome è menzionato in un'iscrizione sulla pietra dell'altare dell'eremo boschivo a Nuova Agaton). Da qui andò dapprima al monastero di Neamț, dove venne guidata verso l'eremo di Sihăstria, sul monte Neamț. Con la guida dell'abate di Sihăstria e con la benedizione dell'egumeno dell'eremo, salì sulle montagne per diventare un'anacoreta nelle lande desolate di Sihla. La parola "sihlă" significa "fitta foresta di giovani alberi", "boschetto". Più di un secolo dopo, Calistrat Hogaș descrisse così l'ambiente dell'eremita:
Teodora inizialmente viveva in una casetta in una zona rocciosa di Sihla, lasciatole da un anziano monaco. La tradizione orale racconta che le suore in fuga dalle invasioni straniere si imbatterono nella capanna della santa, che la abbandonò per trasferirsi in una grotta, ancora più remota della sua dimora iniziale. Vi avrebbe soggiornato per circa sessant'anni, dormendo su un giaciglio di pietra – ancora visibile. Secondo la leggenda, la scavò con le proprie unghie.

### Morte e sepoltura
Dopo la sua morte, il corpo di Teodora rimase nella grotta in cui aveva trascorso la maggior parte del suo eremitaggio. Si dice che la notizia della sua morte abbia raggiunto suo marito, che lasciò Poiana Mărului e andò a trascorrere l'ultimo decennio della sua vita a Sihăstria, vicino al luogo di riposo di sua moglie.

## Culto

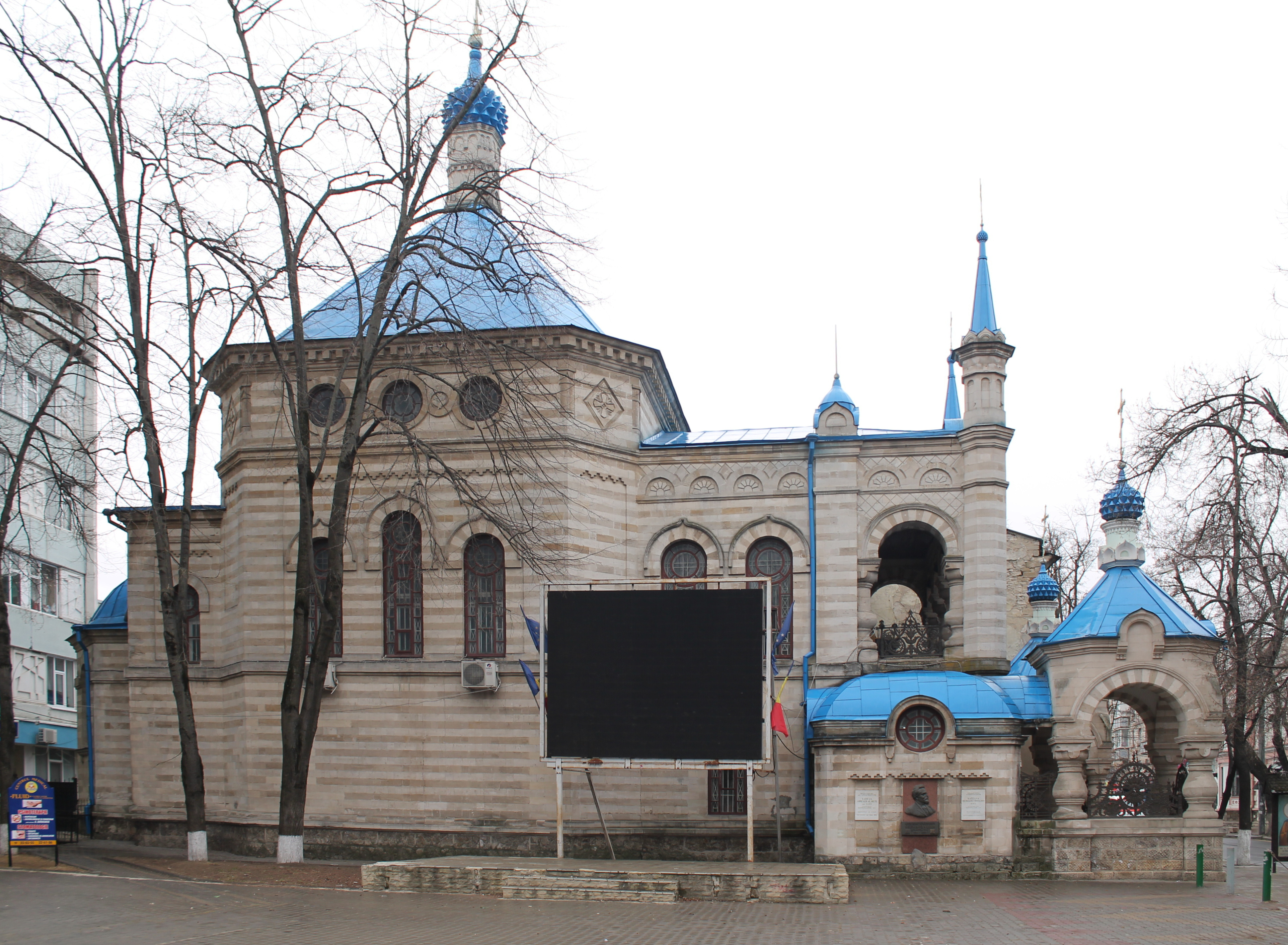
Chiesa dedicata a Teodora di Sihla a Chișinău, in Moldavia.

Intorno al 1725 fu fondato in sua memoria un monastero, l'Eremo Sihla (Schitu Sihlei). È ricordata come la più rinomata esicasta della tradizione dell'eremo. Rimase sepolta nella grotta fino al 1828-1834 circa quando, durante l'occupazione russa dei Principati rumeni, le sue reliquie furono traslate nel Monastero di Pecherska, a Kiev.
Il Sinodo della Chiesa ortodossa rumena proclamò la canonizzazione di Santa Teodora di Sihla il 20 giugno 1992, stabilendo la sua commemorazione il 7 agosto.